# ماركوس ريفيس
ماركوس ريفيس (بالإنجليزية: Marcus Reeves)‏ هو كاتب أغاني بريطاني، ولد في 3 فبراير 1979.

## وصلات خارجية
- الموقع الرسمي